# Psolus
Psolus is een geslacht van zeekomkommers uit de familie Psolidae.

## Soorten
- Psolus agulhasicus Ludwig & Heding, 1935
- Psolus antarcticus (Philippi, 1857)
- Psolus arnaudi Cherbonnier, 1974
- Psolus ascidiiformis Mitsukuri, 1912
- Psolus atlantis O'Loughlin, 2013
- Psolus belgicae Hérouard, 1901
- Psolus byrdae O'Loughlin & Whitfield, 2010
- Psolus capensis Ludwig & Heding, 1935
- Psolus carolineae O'Loughlin & Whitfield, 2010
- Psolus cherbonnieri Carriol & Féral, 1985
- Psolus chitonoides H.L. Clark, 1901
- Psolus complicatus Deichmann, 1930
- Psolus depressus Ludwig & Heding, 1935
- Psolus digitatus Ludwig, 1893
- Psolus diomedeae Ludwig, 1893
- Psolus dubiosus Ludwig & Heding, 1935
- Psolus ephippifer Thomson, 1877
- Psolus eximius Savel'eva, 1941
- Psolus fabricii (Düben & Koren, 1846)
- Psolus figulus Ekman, 1925
- Psolus fimbriatus Sluiter, 1901
- Psolus granulosus Vaney, 1906
- Psolus griffithsi Thandar, 2009
- Psolus heardi O’Loughlin & Skarbnik-López, 2015
- Psolus hypsinotus Heding, 1942
- Psolus japonicus Östergren, 1898
- Psolus levis Koehler & Vaney, 1905
- Psolus lockhartae O'Loughlin & Whitfield, 2010
- Psolus macquariensis Davey & Whitfield, 2013
- Psolus macrolepis Fisher, 1907
- Psolus mannarensis James, 1984
- Psolus marcusi Tommasi, 1971
- Psolus megaloplax Pawson, 1968
- Psolus membranaceus Koehler & Vaney, 1905
- Psolus murrayi Théel, 1886
- Psolus nummularis Perrier R., 1899
- Psolus operculatus (Pourtalès, 1868)
- Psolus paradubiosus Carriol & Féral, 1985
- Psolus parantarcticus Mackenzie & Whitfield, 2011
- Psolus parvulus Cherbonnier, 1974
- Psolus patagonicus Ekman, 1925
- Psolus pauper Ludwig, 1893
- Psolus pawsoni Miller & Turner, 1986
- Psolus peronii Bell, 1883
- Psolus phantapus (Strussenfelt, 1765)
- Psolus pourtalesi Théel, 1886
- Psolus propinquus Sluiter, 1901
- Psolus punctatus Ekman, 1925
- Psolus salottii Mackenzie & Whitfield, 2011
- Psolus segregatus Perrier, 1905
- Psolus solidus Massin, 1987
- Psolus springthorpei Mackenzie & Whitfield, 2011
- Psolus squamatus (O.F. Müller, 1776)
- Psolus steuarti Mackenzie & Whitfield, 2011
- Psolus tessellatus Koehler, 1896
- Psolus tropicus Cherbonnier, 1966
- Psolus tuberculosus Théel, 1886
- Psolus victoriae Tommasi, 1971

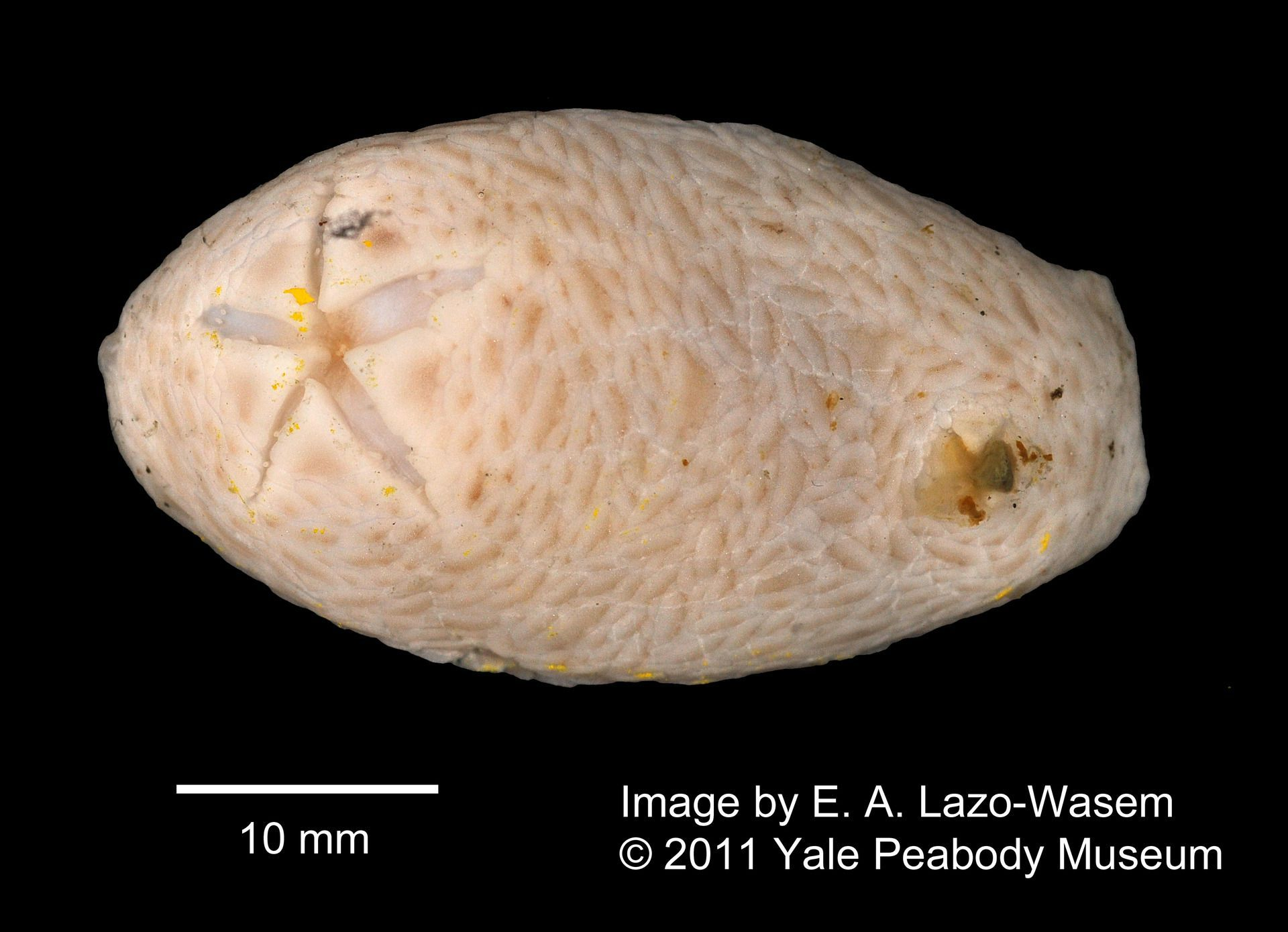
Psolus antarcticus.
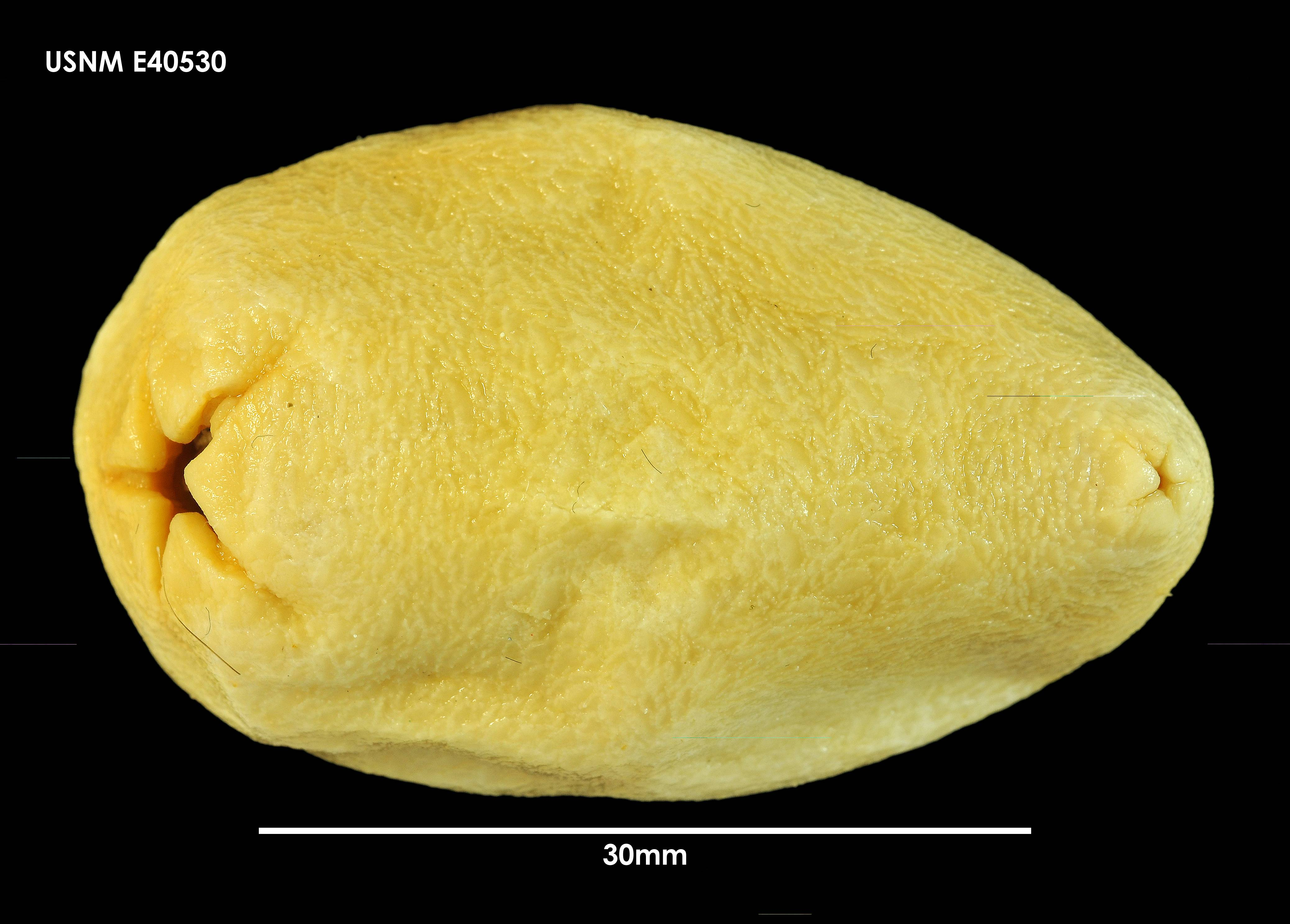
Psolus arnaudi.
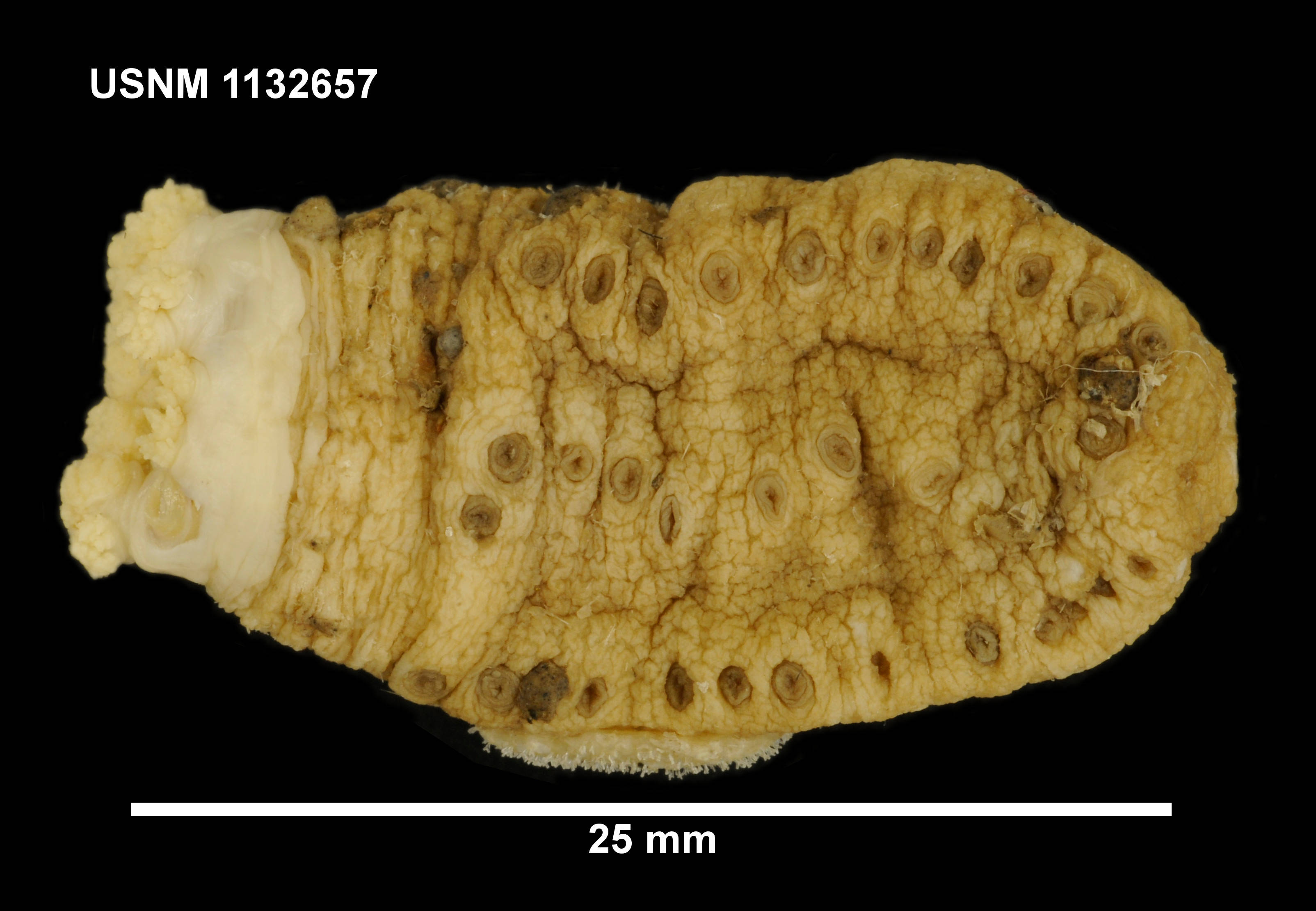
Psolus charcoti.
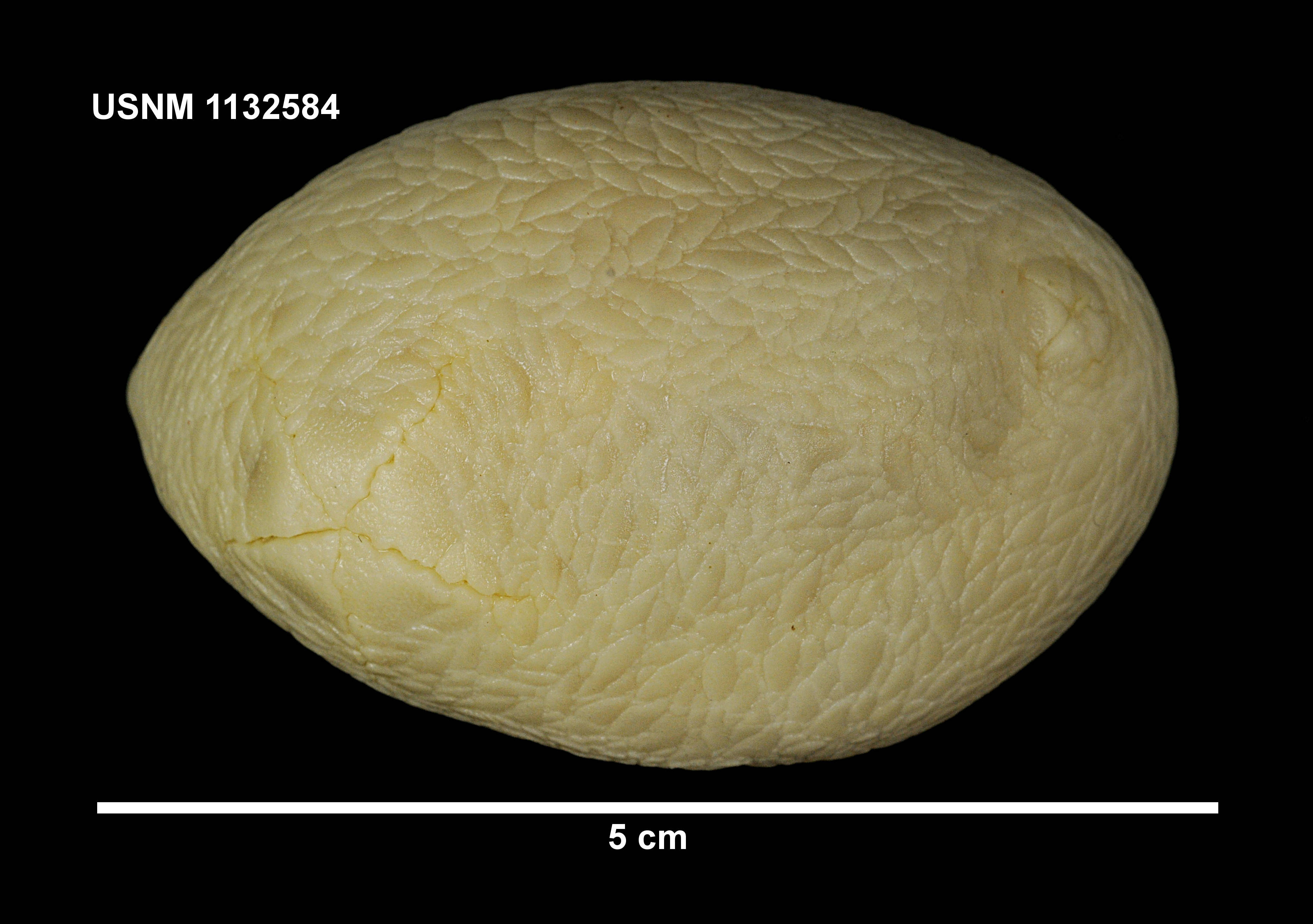
Psolus dubiosus.
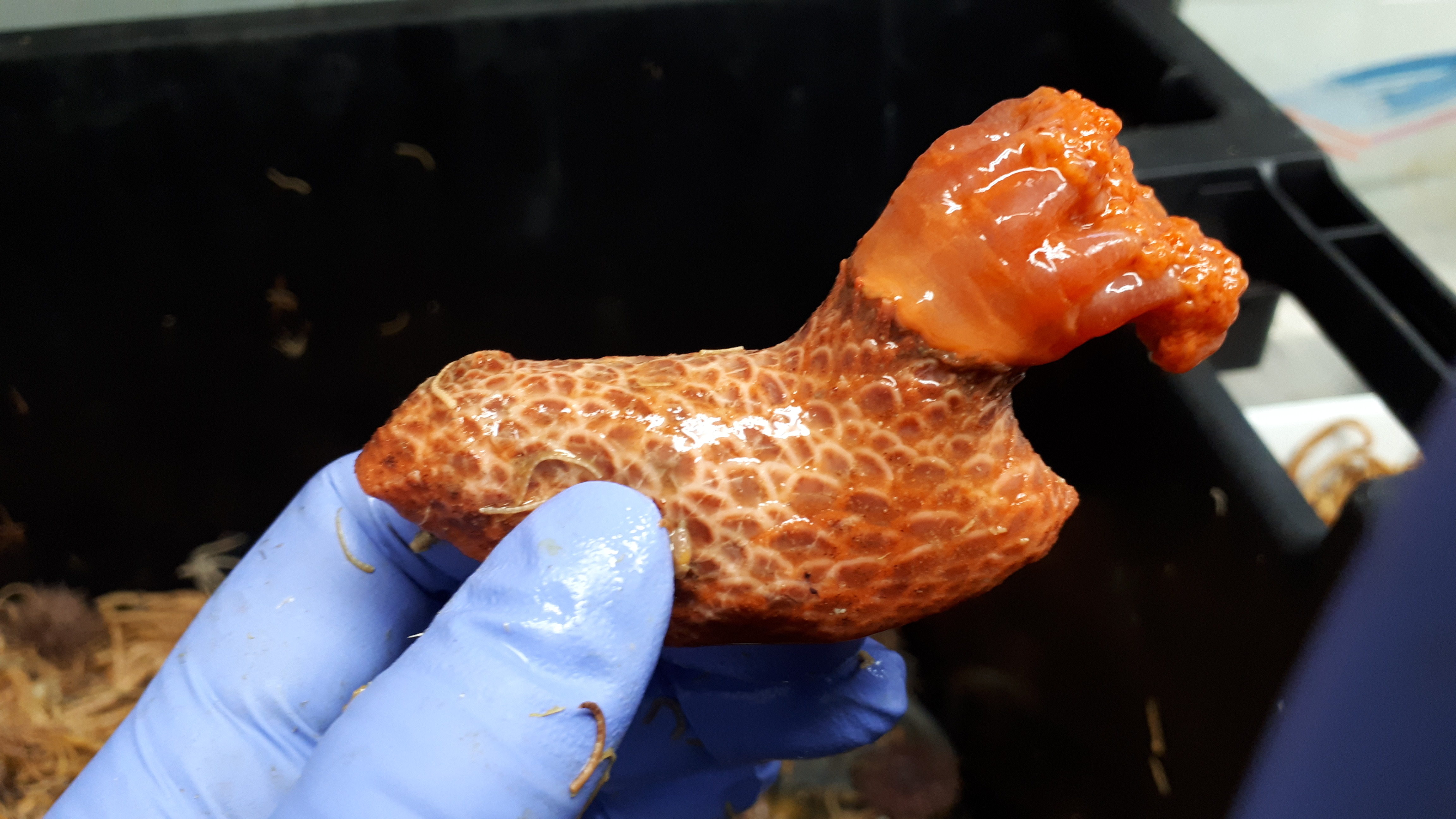
Psolus fabricii
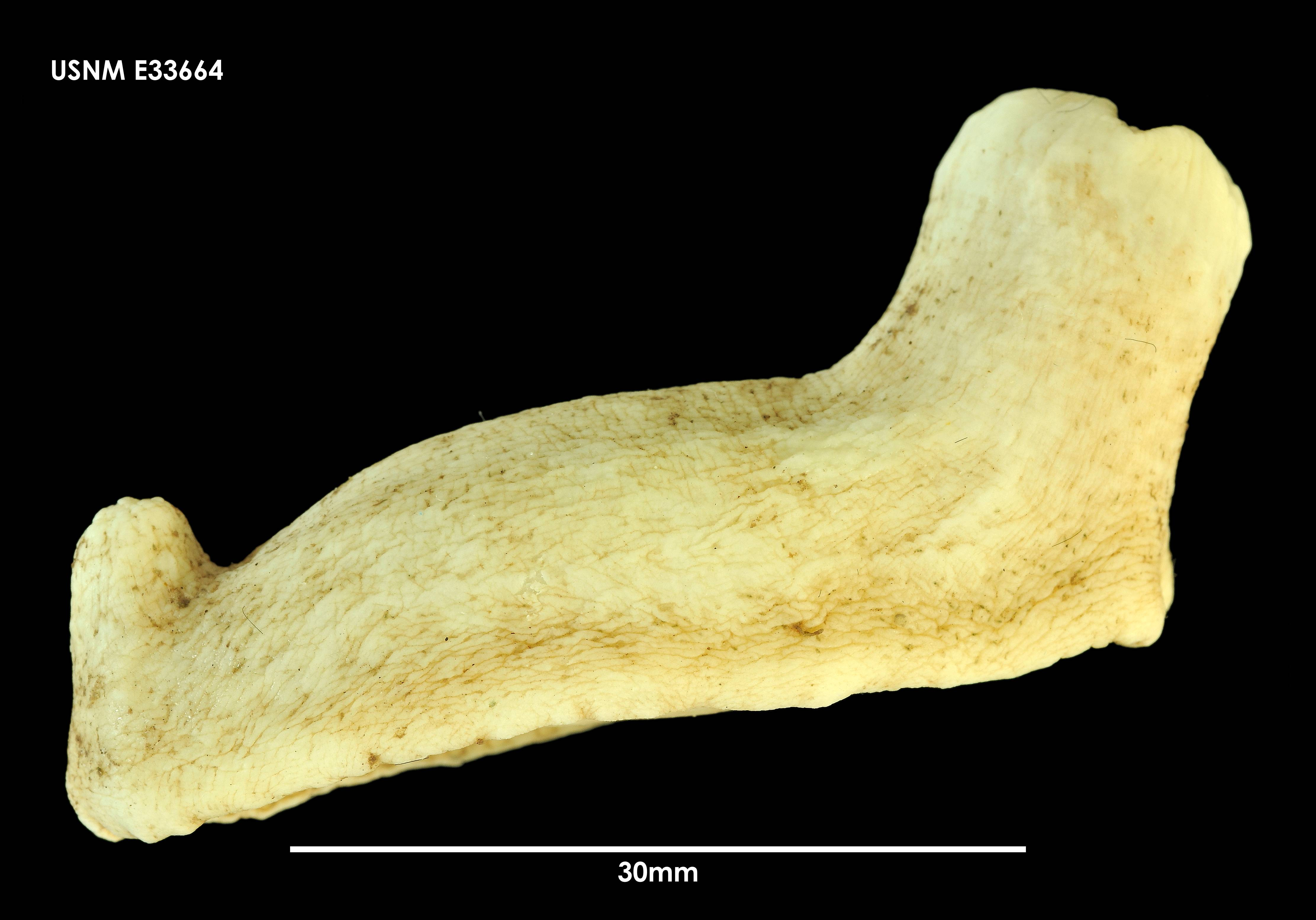
Psolus koehleri.
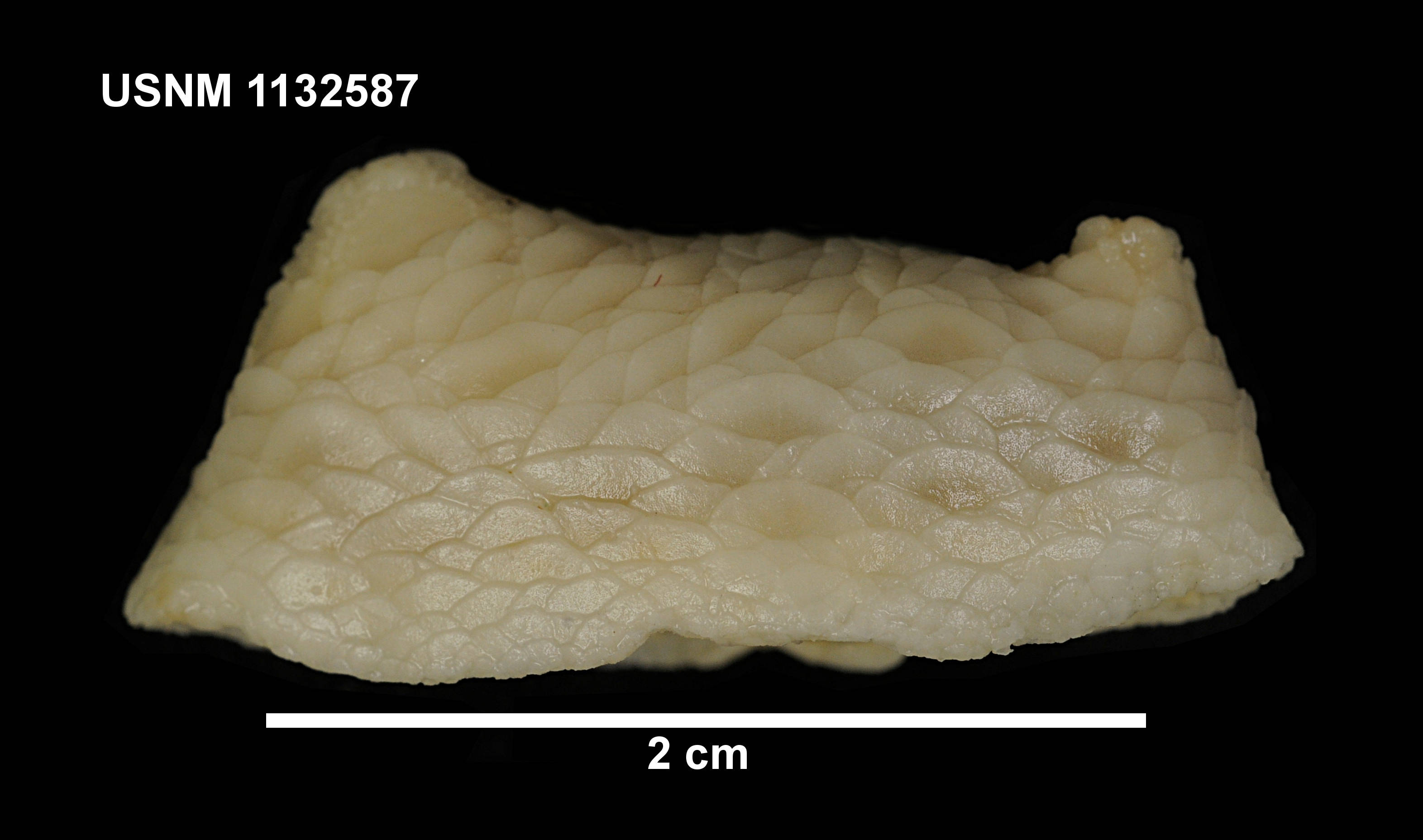
Psolus patagonicus.
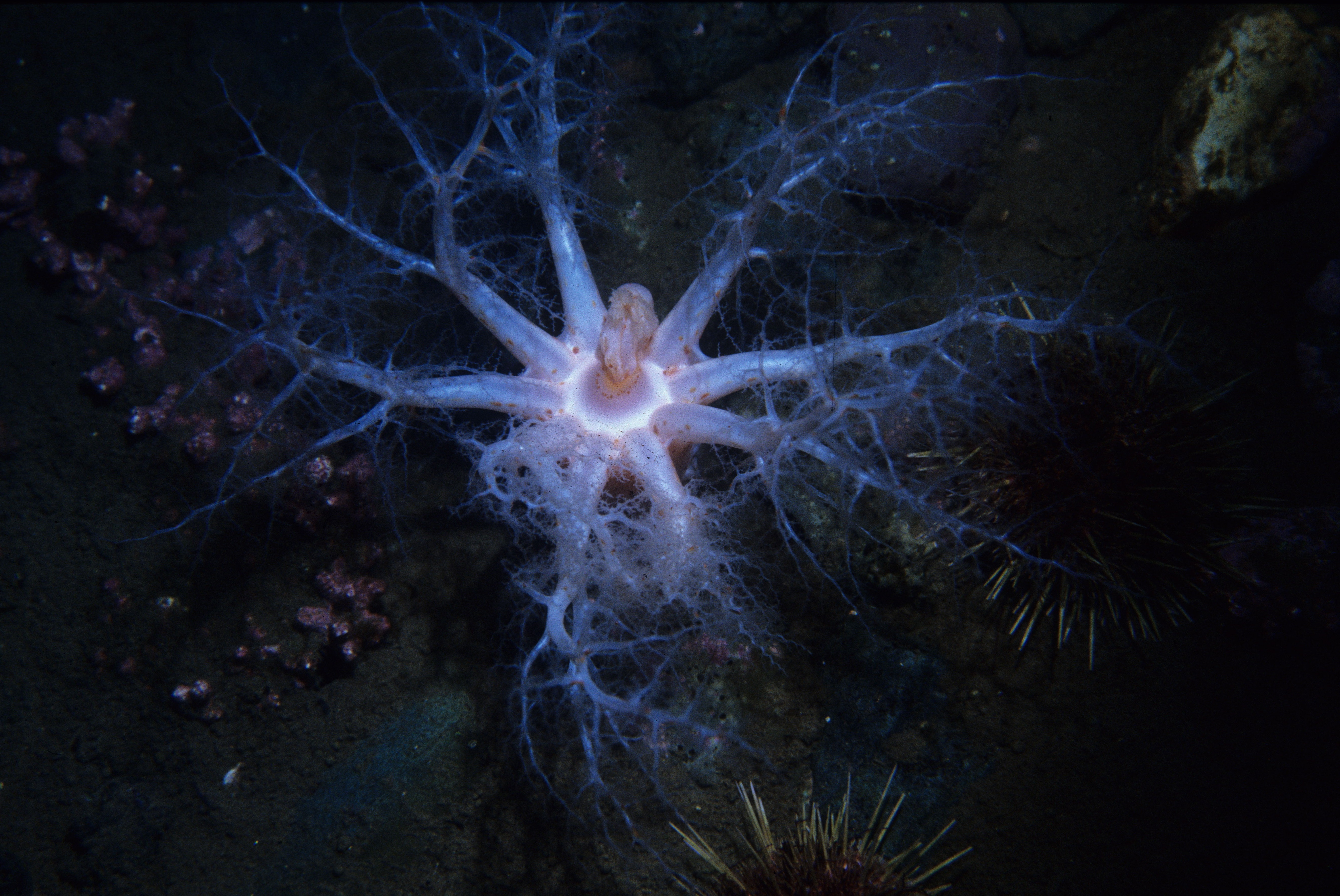
Psolus phantapus.
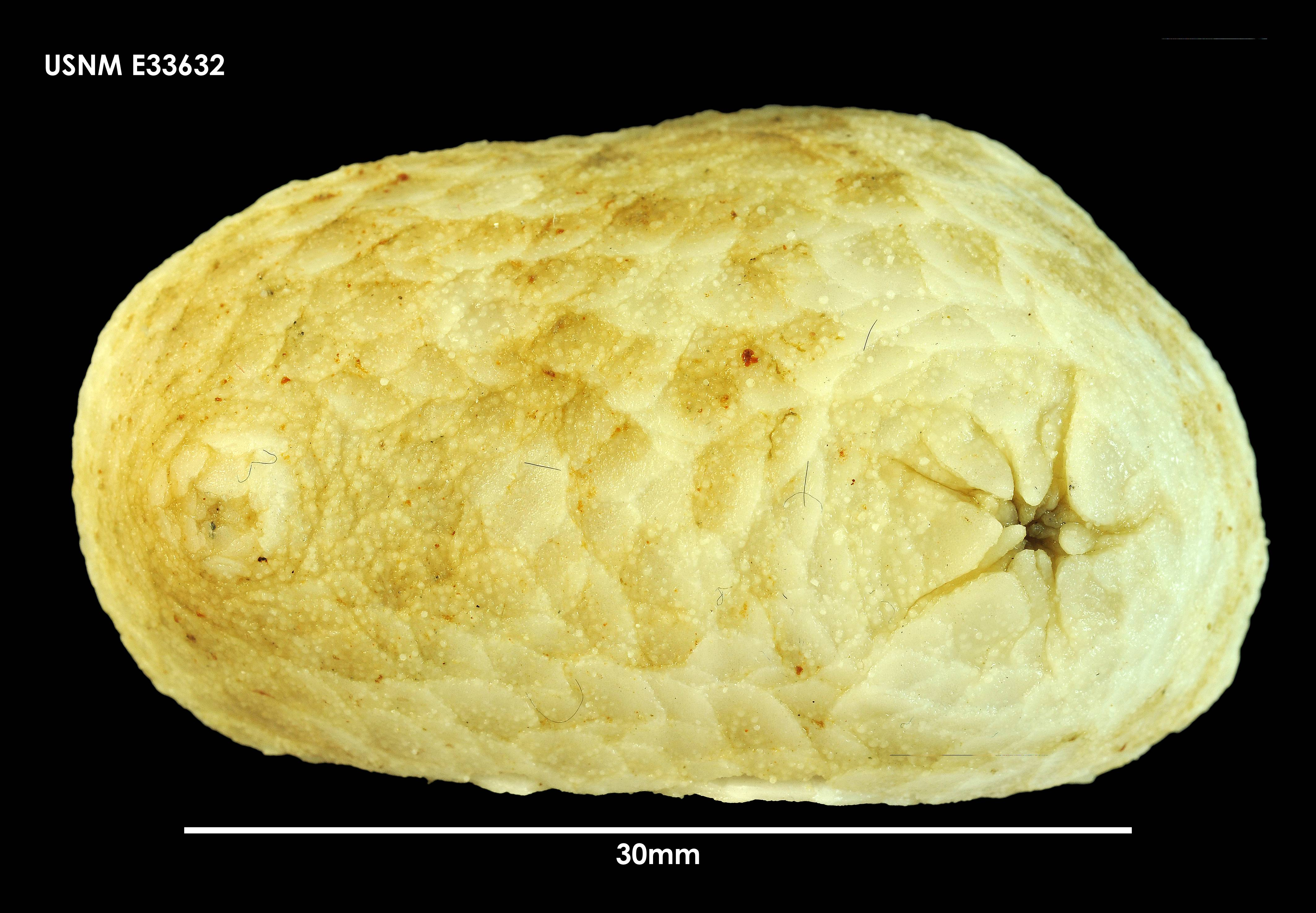
Psolus squamatus.
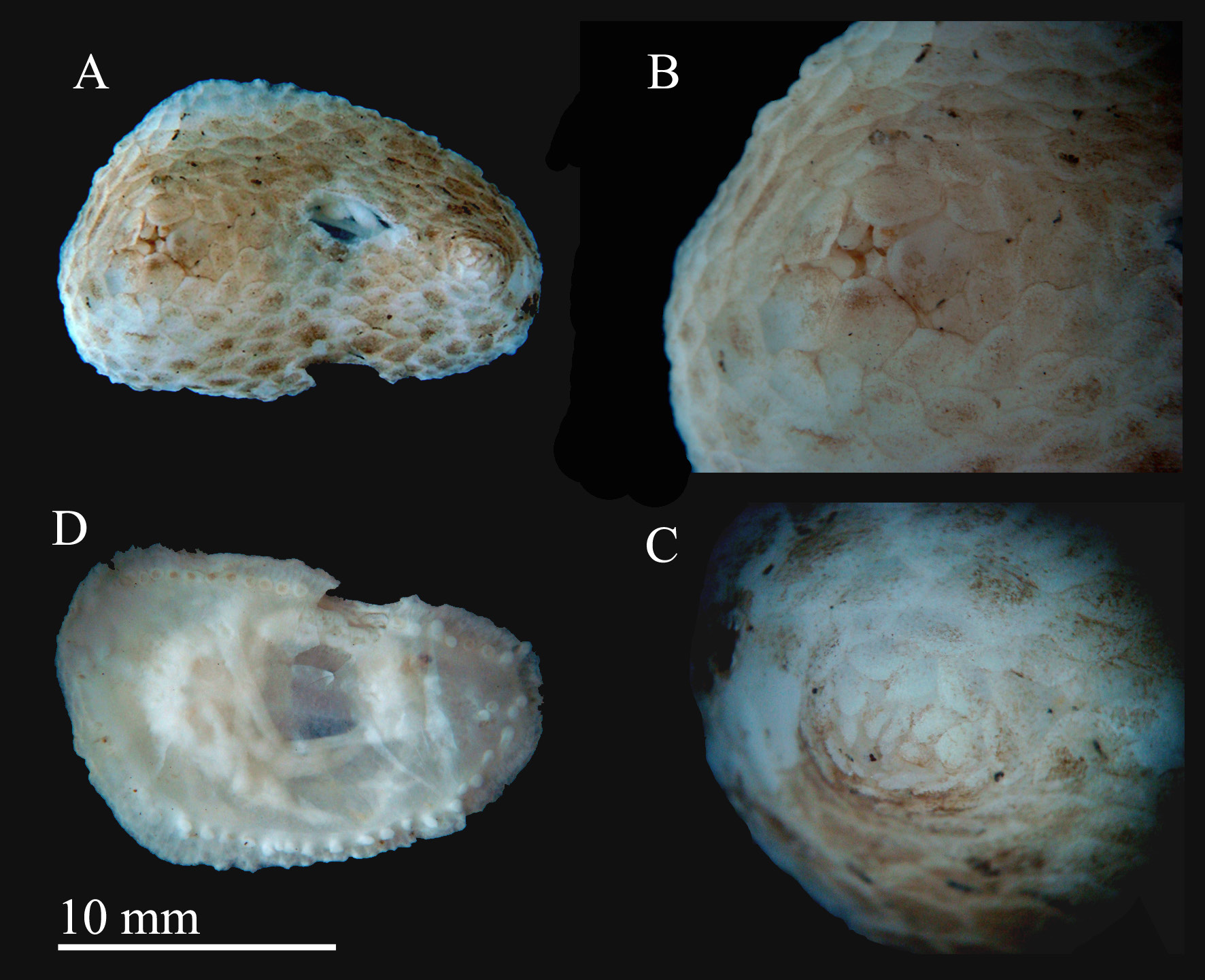
Psolus tessellatus.